# 森田直寛
森田 直寛（もりた なおひろ、天保12年〈1841年〉 - 慶応4年6月22日〈1868年8月10日〉）は、幕末の武士 。越中富山藩士。通称は三郎であるため、森田 三郎という名前でも知られている。字は子隠。号は北涯。

## 生涯
戊辰戦争の際に、新政府軍方である藩の小隊司令士として参加した。越後長岡城攻防戦では五番隊長として福島村の重要拠点を死守したが、慶応4年6月22日（1868年8月10日）に戦死した。森田はこの戦時中に陣中日記を残した。